# Cacostola strandi
Cacostola strandi là một loài bọ cánh cứng trong họ Cerambycidae.